# Sergej Sirotkin
Sergej Olegovič Sirotkin (rusko Серге́й Оле́гович Сиро́ткин), ruski dirkač, * 27. avgust 1995, Moskva.
Sirotkin je med letoma 2012 in 2014 nastopal v prvenstvu World Series Formula V8 3.5, dosegel je eno zmago in še pet uvrstitev v stopničke. V Formuli 1 je bil tretji dirkač moštva Sauber v sezoni 2014 in Renault v sezonah 2016 in 2017. V sezoni 2018 je debitiral z moštvom Williams, edino točko v sezoni je osvojil za deseto mesto na dirki za Veliko nagrado Italije.

## Rezultati Formule 1
(legenda) (odebeljene dirke pomenijo najboljši štartni položaj, poševne pa najhitrejši krog, †-uvrščen kljub odstopu)
| Leto | Moštvo                  | Šasija         | Motor                           | 1       | 2      | 3      | 4       | 5      | 6      | 7      | 8      | 9      | 10    | 11      | 12     | 13     | 14     | 15     | 16     | 17     | 18     | 19     | 20     | 21     | Prv | Toč |
| ---- | ----------------------- | -------------- | ------------------------------- | ------- | ------ | ------ | ------- | ------ | ------ | ------ | ------ | ------ | ----- | ------- | ------ | ------ | ------ | ------ | ------ | ------ | ------ | ------ | ------ | ------ | --- | --- |
| 2014 | Sauber F1 Team          | Sauber C33     | Ferrari 059/3 1.6 V6 t          | AVS     | MAL    | BAH    | KIT     | ŠPA    | MON    | KAN    | AVT    | VB     | NEM   | MAD     | BEL    | ITA    | SIN    | JAP    | RUS TD | ZDA    | BRA    | ABU    |        |        | ̶    | ̶    |
| 2016 | Renault Sport F1 Team   | Renault R.S.16 | Renault R.E.16 1.6 V6 t         | AVS     | BAH    | KIT    | RUS TD  | ŠPA    | MON    | KAN    | EU     | AVT    | VB    | MAD     | NEM    | BEL    | ITA    | SIN    | MAL    | JAP    | ZDA    | MEH    | BRA TD | ABU    | ̶    | ̶    |
| 2017 | Renault Sport F1 Team   | Renault R.S.17 | Renault R.E.17 1.6 V6 t         | AVS     | KIT    | BAH    | RUS TD  | ŠPA TD | MON    | KAN    | AZE    | AVT TD | VB    | MAD     | BEL    | ITA    | SIN    | MAL TD | JAP    | ZDA    | MEH    | BRA    | ABU    |        | ̶    | ̶    |
| 2018 | Williams Martini Racing | Williams FW41  | Mercedes M09 EQ Power+ 1.6 V6 t | AVS Ret | BAH 15 | KIT 15 | AZE Ret | ŠPA 14 | MON 16 | KAN 17 | FRA 15 | AVT 13 | VB 14 | NEM Ret | MAD 16 | BEL 12 | ITA 10 | SIN 19 | RUS 18 | JAP 16 | ZDA 13 | MEH 13 | BRA 16 | ABU 15 | 20. | 1   |